# Тур Лимузена (женский)
Тур Лимузена (фр. Tour Féminin en Limousin) — бывшая элитная женская шоссейная велогонка, проводимая во Франции в регионе Лимузен с 1995 по 2013 годы. Является женской версией мужской гонки Тур Лимузена. Она была частью календаря Международного союза велосипедистов (UCI) в категории 2.2 и привлекала ведущих велогонщиц со всего мира.

## История
Гонка была создана в 1995 году под названием фр. Tour féminin de la Haute-Vienne. Организатором выступала Ассоциация друзей женского велоспорта (фр. Association des amis du cyclisme féminin), возглавляемая Клодом Лекуром (фр. Claude Lecourt).
В последующие годы гонка несколько раз меняла название: с 1996 года она стала называться фр. Tour féminin de la Haute-Vienne en Limousin, а с 2005 года — фр. Tour International Féminin en Limousin (TIFEL). До 2005 года гонка входила в национальный календарь, а затем стала частью международного календаря UCI. Гонка проводилась ежегодно до 2013 года, когда была прекращена, завершив 19-летнюю историю с 19 проведенными изданиями.

## Формат
Тур Лимузена представлял собой многодневную этапную гонку, обычно состоящую из четырёх этапов, проводившихся в июле. Маршрут включал разнообразные этапы: финишные спринты, холмистые трассы и индивидуальные гонки на время, что обеспечивало комплексную проверку навыков участниц. Например, в 2013 году гонка включала этапы в Бюсьер-Дюнуаз (120,9 км), индивидуальную гонку на время в Су-Парса (20,7 км), этап от Сен-Брис-сюр-Вьен до Сен-Жюньена (123,4 км) и финальный этап в Сен-Дени-де-Жуэ (122,7 км).

## Значимые события
В 2007 году россиянка Светлана Бубненкова изначально была объявлена победителем гонки, но позже была дисквалифицирована UCI, и победа была присуждена Сигрид Корнео из Италии. Это событие стало одним из наиболее заметных в истории гонки, подчеркивая строгость антидопинговых правил.
В 2012 году Марианна Вос, одна из самых известных велогонщиц, победила в гонке и использовала её как подготовку к Олимпийским играм, где вскоре завоевала золотую медаль. Таким образом, гонка выступала платформой для подготовки к крупным международным соревнованиям.

## Призёры
| Год  | Победитель             | Второй               | Третий                 |
| ---- | ---------------------- | -------------------- | ---------------------- |
| 1995 | Лоренс Лебуше          | Софи Куинанзони      | Шанталь Горостегюй     |
| 1996 | Элизабет Тадич         | Жоселин Мессори-Хуги | Софи Свертвегер        |
| 1997 | Теодора Руано          | Шанталь Горостегюй   | Николь Руайе           |
| 1998 | Диана Раст             | Марилин Сальвета     | Александра Белер       |
| 1999 | Ким Ширли              | Жеральдина Лёвенгут  | Элизабет Шеван-Брюнель |
| 2000 | Лоренс Лебуше          | Софи Крё             | Элизабет Шеван-Брюнель |
| 2001 | Беатрис Тома           | Златица Гавлакова    | Ине Ваннейн            |
| 2002 | Эмма Джеймс            | Михо Оки             | Карин Дальме           |
| 2003 | Элизабет Шеван-Брюнель | Эмма Джеймс          | Лус Гюнневейк          |
| 2004 | Аннетт Бойтлер         | Александра Ранну     | Эмма Джеймс            |
| 2005 | Эдвиж Питель           | Вероника Андреассон  | Шэрон Ван Эссен        |
| 2006 | Марианна Вос           | Светлана Бубненкова  | Сильвия Вальсекки      |
| 2007 | Сигрид Корнео          | Оливия Голлан        | Юлия Мартисова         |
| 2008 | Наталья Боярская       | Эдвиж Питель         | Юлия Мартисова         |
| 2009 | Грейс Вербеке          | Рут Корсет           | Александра Бурченкова  |
| 2010 | Грете Трейер           | Рут Корсет           | Эдвиж Питель           |
| 2011 | Грете Трейер           | Татьяна Антошина     | Грейс Вербеке          |
| 2012 | Марианна Вос           | Алёна Омелюсик       | Лус Гюнневейк          |
| 2013 | Катажина Павловская    | Татьяна Антошина     | Эдвиж Питель           |